# Scuola di San Pasquale Baylon
La scuola di San Pasquale Baylon abritait une école de dévotion et de charité de la ville de Venise. Elle est située sur le parvis de l'église San Francesco della Vigna dans le sestiere de Castello.

## Historique
La Schola de San Pasqual abrite également la schola del Santissimo Stellario et l' Union del Stellario co' el sufragio dei Morti de San Pasqual Baylon.

Le suffrage fut fondé en 1603 et en 1628 elle obtient l'aggrégation à l' école des Stigmates à Rome; en 1640 est canonisé Pascal Baylon

La schola a survécu à la première vague de suppressions des décrets napoléoniens de 1807. Elle fut formellement supprimée après 1815. Aujourd'hui, son siège est propriété de l'église de San Francesco de la Vigna. Il est utilisé par l'Associazione Internazionale Cavalieri di San Marco.